# Apenheul
L'Apenheul és un parc de primats ubicat a la localitat d'Apeldoorn als Països Baixos. Fou inaugurat el 1971 com un petit parc on els primats podien caminar entre els visitants i interaccionar amb ells.

## Desenvolupament del parc
En el transcurs dels anys, el parc s'anà ampliant i adquirint noves espècies. El 1976 arribà el primer goril·la al parc i tres anys més tard, el 1979, nasqué la primera cria. Des del 1979 hi han nascut 35 nous goril·les. Actualment compta amb diivuit animals d'aquesta espècie i és un dels majors parcs de primats arreu del món. Molts goril·les han sigut cedits a altres parcs zoològics del món (Països Baixos, Alemanya, Anglaterra, Suïssa, Israel i Austràlia). Un dels trasllat més famosos fou el dels goril·les al zoo de Taronga (Sydney).
Des de 1995, el parc començà una nova etapa, amb l'arribada de noves espècies de primats, entre elles un grup de 11 bonobos en el qual, des del seu arribada el 1998, han nascut dos nous individus. El 1999 s'inaugurà una instal·lació d'orangutans envoltada de vuit illes amb abundants arbres que s'ha convertit en la principal marca d'identitat del parc.
Des del 1986 el parc de primats Apenheul és gestionat per una fundació que inverteix els seus beneficis en educació i protecció de la naturalesa.

## Animals

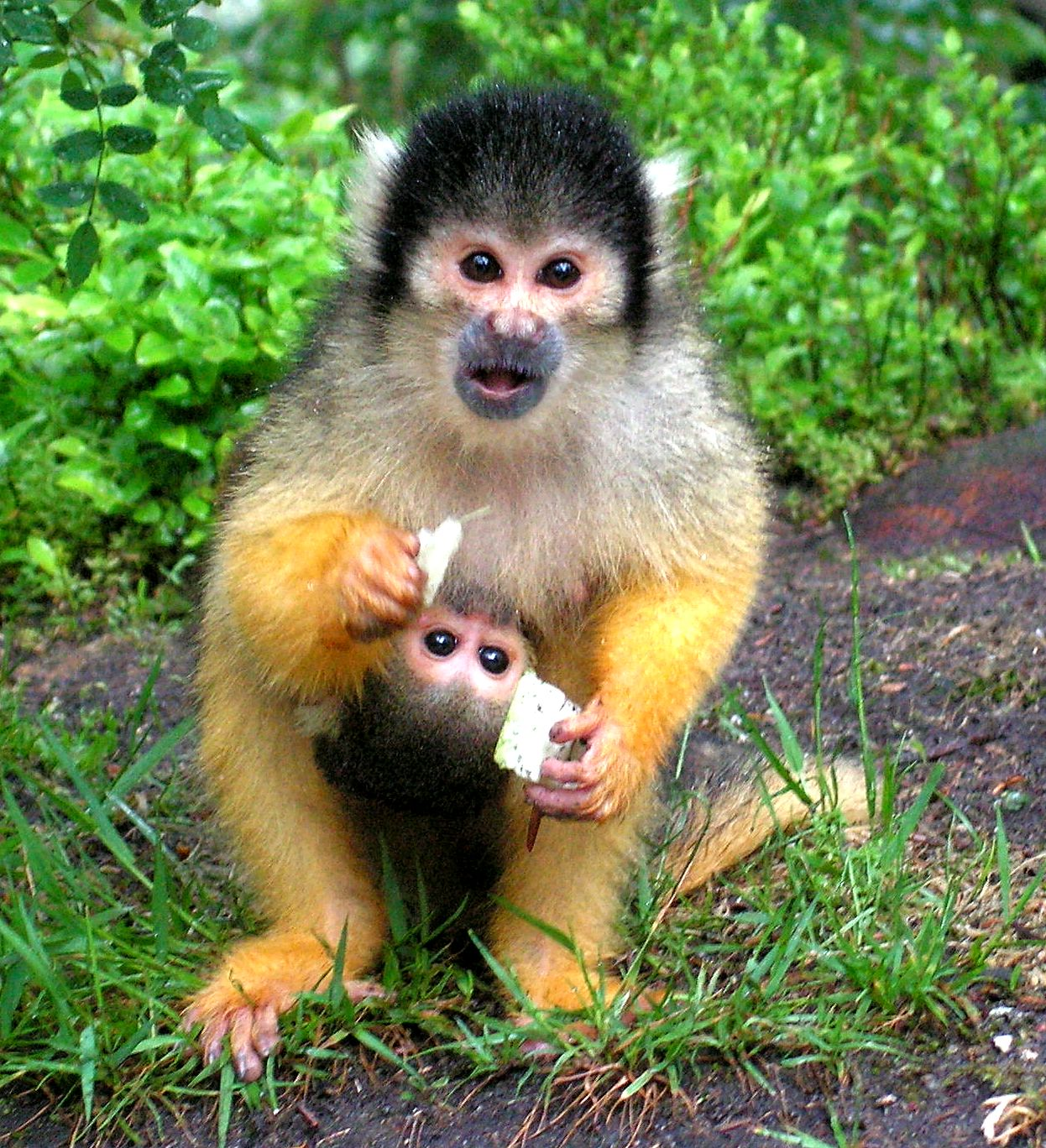
Mona esquirol boliviana

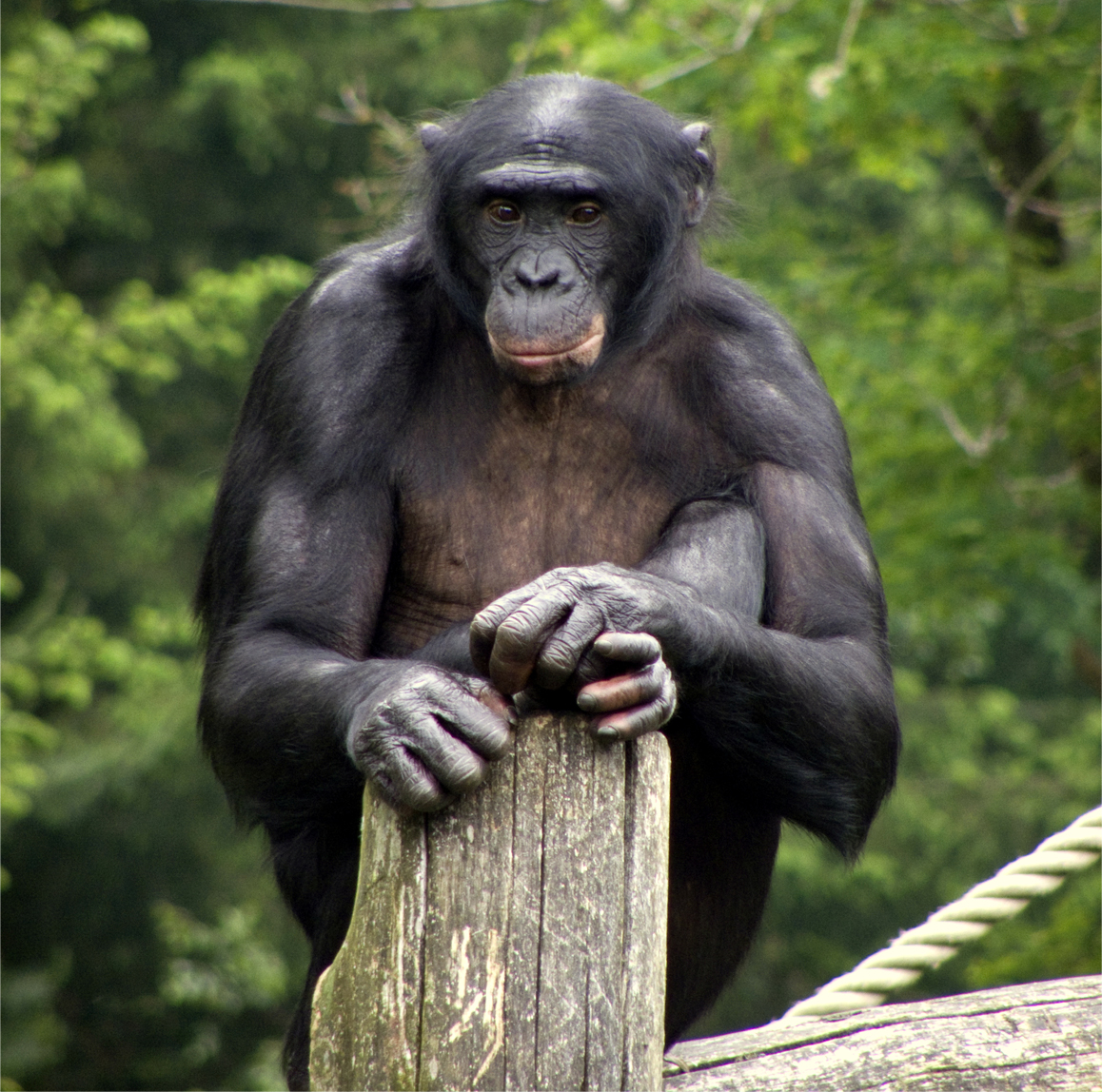
Bonobo

### Primats
| - Lèmur gris del llac Alaotra - Mona de Gibraltar - Lèmur negre ullblau - Mona esquirol boliviana - Bonobo - Cebus xanthosternos - Goril·la de les planes occidental - Leontopithecus rosalia - Tití lleó de cap daurat - Mona de nit de ventre gris - Langur gris comú - Mona vermella | - Langur daurat - Tití emperador - Sifaca coronat - Cercopitec de L'Hoest - Tití bicolor - Nassut - Orangutan de Borneo - Tití pigmeu occidental - Aluata vermell - Tití vermellós - Lèmur de collar vermell - Lèmur de panxa vermella | - Mona aranya de cap bru - Lèmur de cua anellada - Tití de Goeldi - Macaco silè - Saqui de cara blanca - Caputxí carablanc - Gibó galtablanc septentrional - Mona llanosa comuna - Aluata negre - Lèmur de collar - Tití argentat |

### Altres animals
| - Calau terrestre d'Abissínia - Capibara - Nyandú de la Patagònia - Cabra pigmea de l'Àfrica occidental - Pintada vulturina - Guacamai roig d'ales verdes - Ctenodactílids - Ovella - Anur - Seriema de potes vermelles | - Cabra anglonúbia - Pudu - Cotorra arc iris - Esturió comú - Gall dindi salvatge - Porc senglar de les Visayas - Ibis ermità - Coatí de nas blanc - Zebú |